# Anson (Texas)
Anson város az USA Texas államában. Lakosainak száma 2294 fő (2020. április 1.).

## Népesség
A település népességének változása:

| 2010 | 2 430 |
| 2020 | 2 294 |